# Makarov Komplex
Makarov Komplex ist das zweite Studioalbum des Berliner Rappers Capital Bra. Es erschien am 3. Februar 2017 über das Label Auf!Keinen!Fall!, der Vertrieb wird von Chapter ONE (Universal Music) abgewickelt. Der Name des Albums ist eine Anspielung auf die russische Pistole Makarow.

## Titelliste
Neben dem Hauptalbum Makarov Komplex (14 Titel) waren in der Deluxe-Box zudem die Oh Kolleg EP (5 Songs) von Capital Bra und die Kreide EP (5 Songs) von King Khalil enthalten.
| Nr. | Titel                                  | Produzent(en)                 | Länge |
| --- | -------------------------------------- | ----------------------------- | ----- |
| 1.  | Intro                                  | The Cratez                    | 2:30  |
| 2.  | Alle meine Jungs                       | Saven Musiq, Goldfinger030    | 3:09  |
| 3.  | Ich mach alles kaputt                  | Saven Musiq                   | 3:47  |
| 4.  | Nix zu reden                           | Saven Musiq                   | 2:45  |
| 5.  | Es geht ums Geschäft                   | Saven Musiq                   | 2:36  |
| 6.  | Was 2 hol 10 (feat. Bonez MC & Haze)   | Saven Musiq                   | 3:06  |
| 7.  | Ala’ba’ba (feat. Ufo361)               | Saven Musiq                   | 2:35  |
| 8.  | Zieh zieh zieh (feat. King Khalil)     | Saven Musiq                   | 4:02  |
| 9.  | Die Echten (feat. AK Ausserkontrolle)  | Saven Musiq                   | 2:35  |
| 10. | Mama bitte wein nicht                  | Saven Musiq                   | 3:11  |
| 11. | Albtraum                               | The Cratez                    | 3:16  |
| 12. | Geld machen (feat. King Khalil)        | Saven Musiq                   | 2:47  |
| 13. | Kuku187 (feat. LX)                     | Goldfinger030                 | 2:53  |
| 14. | 300 Grad (feat. Kontra K & Joshi Mizu) | Saven Musiq, BacktoblockBeatz | 3:13  |

| Nr. | Titel                                 | Produzent(en) | Länge |
| --- | ------------------------------------- | ------------- | ----- |
| 1.  | Feinde reden viel (feat. King Khalil) | AT Beatz      | 1:54  |
| 2.  | 32 Bars                               | AT Beatz      | 2:01  |
| 3.  | Roll noch einen (feat. King Khalil)   | Saven Musiq   | 2:49  |
| 4.  | Lass uns (feat. Joshi Mizu)           | Saven Musiq   | 3:12  |
| 5.  | Paradox (feat. Prinz Pi)              | Saven Musiq   | 3:36  |

| Nr. | Titel                      | Produzent(en) | Länge |
| --- | -------------------------- | ------------- | ----- |
| 1.  | Kino (feat. Capital Bra)   | Goldfinger030 | 3:21  |
| 2.  | Mein Messer sagt OK        | Goldfinger030 | 2:55  |
| 3.  | Kreide (feat. Capital Bra) | Bad Educated  | 3:18  |
| 4.  | Traditionell               | Saven Musiq   | 2:53  |
| 5.  | Ob Ost oder West           | Saven Musiq   | 2:46  |

## Kommerzieller Erfolg

### Chartplatzierungen
Makarov Komplex erreichte in Deutschland Rang zwei der Albumcharts und platzierte sich eine Woche in den Top 10 sowie acht Wochen in den Top 100. Das Album musste sich lediglich (sic!) von den Broilers geschlagen geben. In den deutschen Hip-Hop-Charts belegte Capital Bra hiermit erstmals die Chartspitze. In Österreich erreichte das Album die Chartspitze und hielt sich eine Woche an ebendieser sowie drei Wochen in der Hitparade. In der Schweizer Hitparade erreichte das Album mit Rang fünf seine höchste Chartnotierung und platzierte sich eine Woche in den Top 10 sowie ebenfalls drei Wochen in den Charts.
Für Capital Bra war Makarov Komplex nach Kuku Bra der zweite Album-Charterfolg in Deutschland und Österreich sowie der erste in der Schweiz. In Deutschland und Österreich erreichte er hiermit erstmals die Top 10 beziehungsweise in Österreich gleich die Chartspitze, was es zum bis dato erfolgreichsten Chartalbum von Capital Bra in allen D-A-CH-Staaten machte.
| ChartsChartplatzierungen | Höchstplatzierung | Wochen |
| ------------------------ | ----------------- | ------ |
| Deutschland (GfK)        | 2 (8 Wo.)         | 8      |
| Österreich (Ö3)          | 1 (3 Wo.)         | 3      |
| Schweiz (IFPI)           | 5 (3 Wo.)         | 3      |

### Auszeichnungen für Musikverkäufe
| Land/Region        | Auszeichnungen für Musikverkäufe (Land/Region, Auszeichnung, Verkäufe) | Verkäufe |
| ------------------ | ---------------------------------------------------------------------- | -------- |
| Deutschland (BVMI) | Gold                                                                   | 100.000  |
| Insgesamt          | 1× Gold ·                                                              | 100.000  |